# Spiaggia di Barbarossa

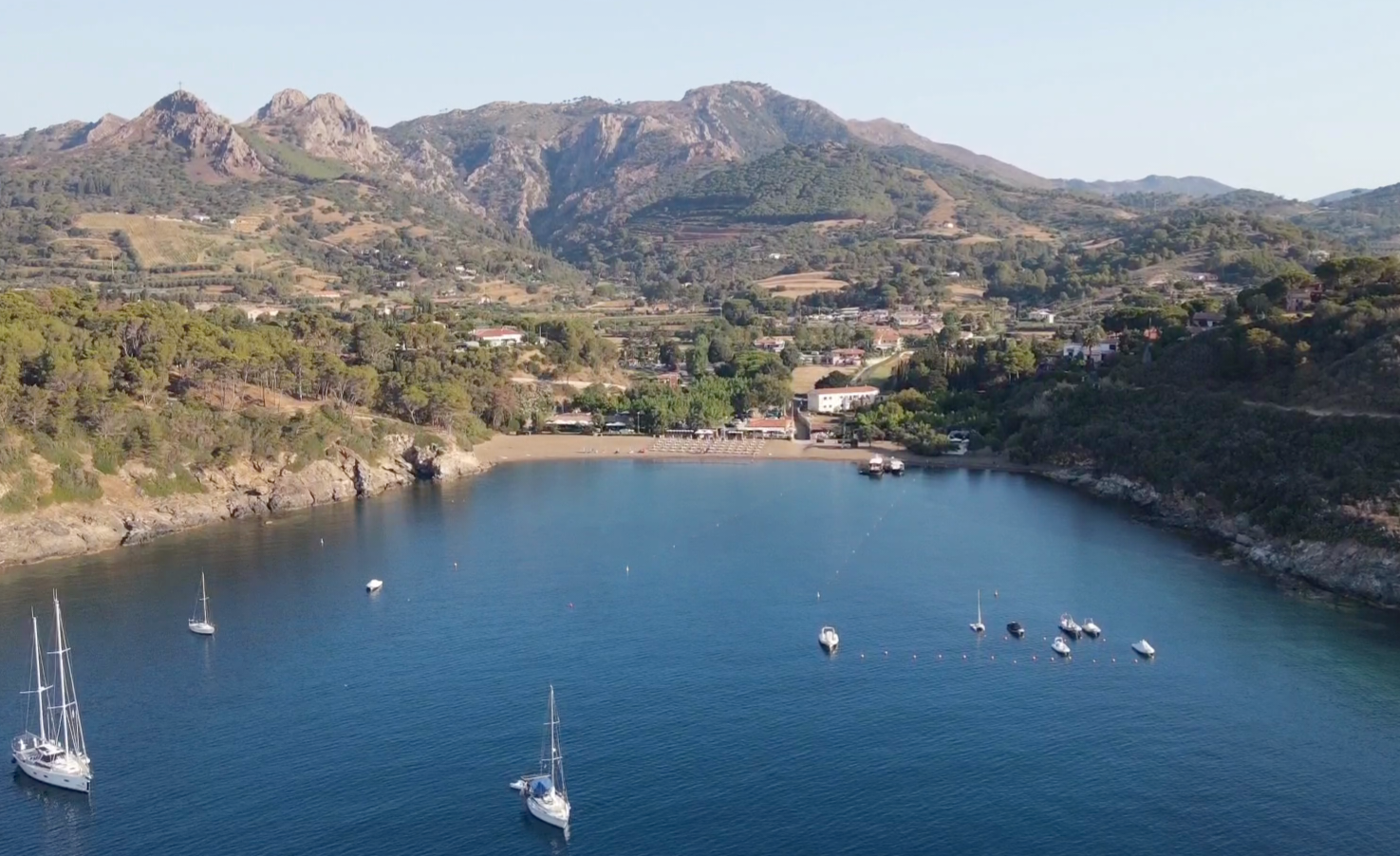
Vista aerea della spiagga

La spiaggia di Barbarossa è una spiaggia dell'isola d'Elba, situata in una baia presso il comune di Porto Azzurro, nel versante sud-orientale dell'isola.

## Etimologia
Ci sono varie teorie sull’origine del nome della spiaggia di Barbarossa. Una di queste è che esso deriverebbe dal pirata turco Khayr al-Din Barbarossa, sbarcato all’isola d’Elba nel XVI secolo; un'altra teoria sostiene invece che derivi dal colore rosso di una falesia di terra che sormonta una piccola caletta a sinistra della spiaggia, raggiungibile a nuoto, che da lontano assomiglia proprio a una "barba".

## Caratteristiche
La spiaggia è formata da ghiaia scura, fine e levigata mista a sabbia. È lunga circa 160 metri e larga 30 metri. È riparata dai venti tranne quelli da sud, presenta ai suoi lati stupende insenature rocciose per gli amanti dello snorkeling e della subacquea.
La spiaggia di Barbarossa presenta inoltre una passeggiata panoramica che unisce la spiaggia al paese costeggiando il perimetro delle mura del seicentesco Forte Longone, ancora oggi adibito a struttura carceraria.

## Ambiente circostante
È abbastanza frequentata, essendo la spiaggia più vicina al vicino paese di Porto Azzurro, ma non eccessivamente affollata.
Racchiusa tra il promontorio sul quale è situato il Forte Longone e la spiaggia di Reale, offre numerosi servizi a terra con bar e ristoranti, e in mare, con lunghe escursioni del fondale e itinerari turistici per tutta l'isola.